# Borovac (wieś)
Borovac – wieś w Chorwacji, w żupanii sisacko-moslawińskiej, w mieście Novska. W 2011 roku liczyła 273 mieszkańców.